# الساعة التابعة

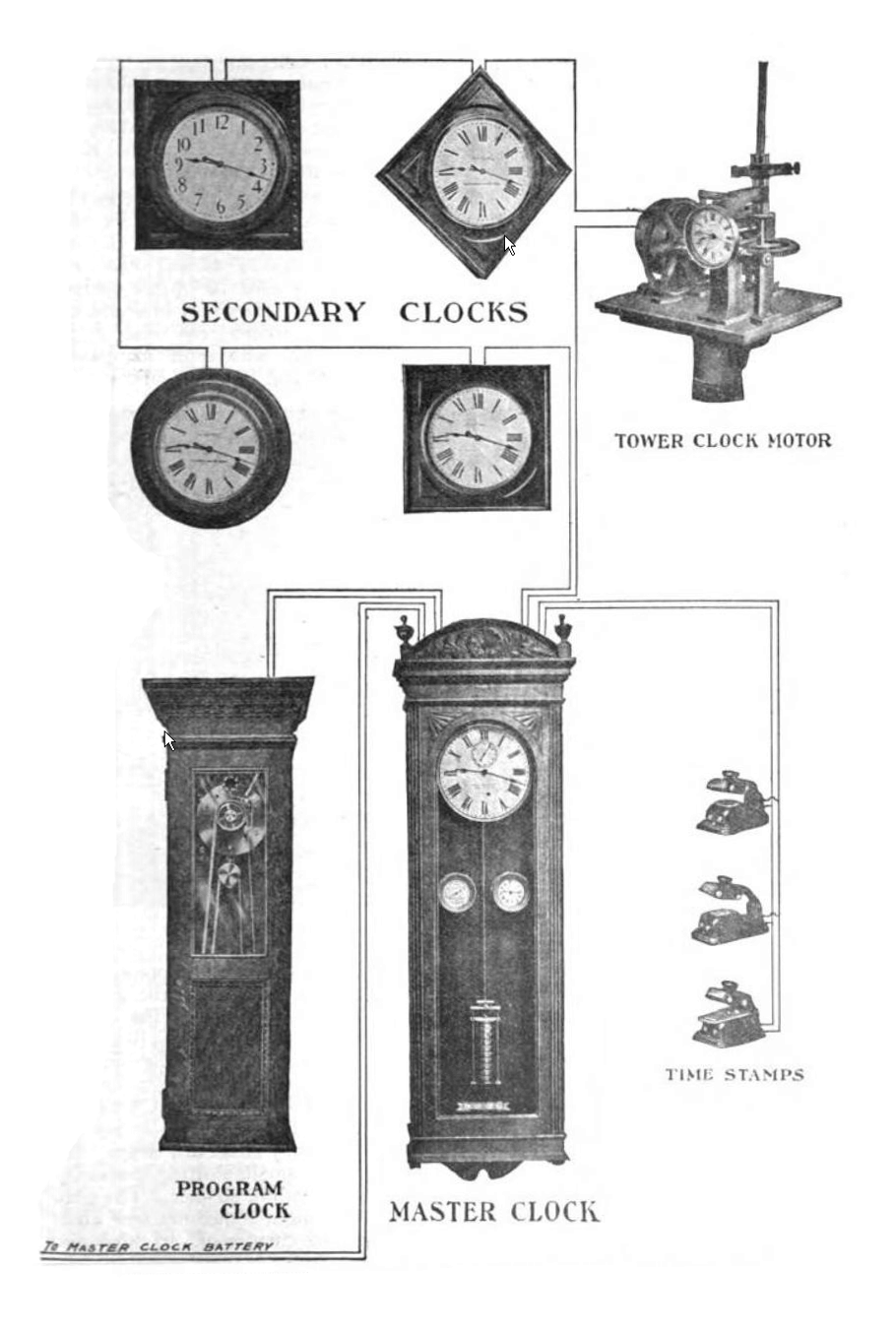
شكل تخطيطي لنظام التوقيت الكهربائي أُستُخدم حوالي عام 1910 للإعلام بالوقت في المصانع والمدارس وكذلك المؤسسات الكبيرة. ويتكون من الساعة الأساس (أسفل المنتصف) والتي يتم التحكم بها عن طريق بندول زئبقي خاضع لمُعادل حرارة، متصل بأسلاك لساعات تابعة في كل أرجاء المبنى. وبالإضافة إلى ساعات الحائط، فإنها تتحكم في الختم الزمني الذي يُستخدم لختم المستندات بالوقت، وكذلك ساعات الأبراج. وتُعد الساعة المُبرمَجة مؤقتاً يمكن برمجته بشريط من الورق المثقوب، وذلك لقرع الأجراس أو لتشغيل وإيقاف الآلات في مواعيد مُبَرمَجة مسبقاً.

الساعة التابِعة تُعد الساعة التابِعة في الاتصالات وعِلم الزمن وصناعة الساعات، ساعة تعتمد للحصول على دقتها على ساعة أخرى، وتسمى الساعة الأساس.

## نبذة
يتم مزامنة العديد من الساعات الحديثة إما باستخدام شبكة الإنترنت، أو بإشارات وقت الراديو لمعيار وقت موحد حول العالم يُطلق عليه التوقيت العالمي المُوحد. وذلك وفقاً لشبكة اتصال تتضمن ساعات أساس ذرية في عدة دول. ولغايات علمية، يمكن مُزامنة الساعات الدقيقة في حدود بعض من النانو ثانية (واحد من المليار للثانية) باستخدام أجهزة أقمار صناعية مخصصة. وتُنَفَّذ مزامنة الساعة التابِعة عادة بعملية يتم خلالها إقفال دورة إشارة الساعة التابِعة لجعلها إشارة مُسَلَّمَة من الساعة الأساس. ولضبط الوقت المُستغرق لمرور الإشارة من الساعة الأساس إلى الساعة التابِعة، فإنه بالإمكان ضبط طَوْر الساعة التابِعة المتعلقة بإشارة الساعة الأساس لتكون كلتيهما في الطَوْر. وبالتالي، فإن دلالات الوقت لكلتا الساعتين في ظاهرهما تعمل معاً في الوقت ذاته.
وقبل عصر الحاسب الآلي، أشار المصطلح إلى الساعات الكهربائية التي يتم مزامنتها على نحو دوري، وذلك بواسطة ومضة كهربائية عبر أسلاك خاصة تصدر من ساعة أساس موجودة في نفس المبنى. وفي آواخر القرن 19 إلى منتصف القرن العشرين، رُكِّبت أنظمة الساعات الكهربائية الأساس والتابعة في كل من المباني العامة والمكاتب التجارية مع مزامنة كل الساعات في المبنى عبر أسلاك كهربائية إلى ساعة أساس مركزية. وتعمل تلك الأنواع الأقدم من الساعات التابعة على ضبط الوقت بتلقائها، وتُصحح على نحو دوري من الساعة الأساس، أو أنها تحتاج إلى نبضات من الساعة الأساس لأجل التقدم. ولا يزال العديد من الساعات التابعة من هذا النوع قيد العمل ومعظمها في المدارس.

## صور
ساعات تابِعة ميكانيكية من خمسينات وستينات القرن الماضي.

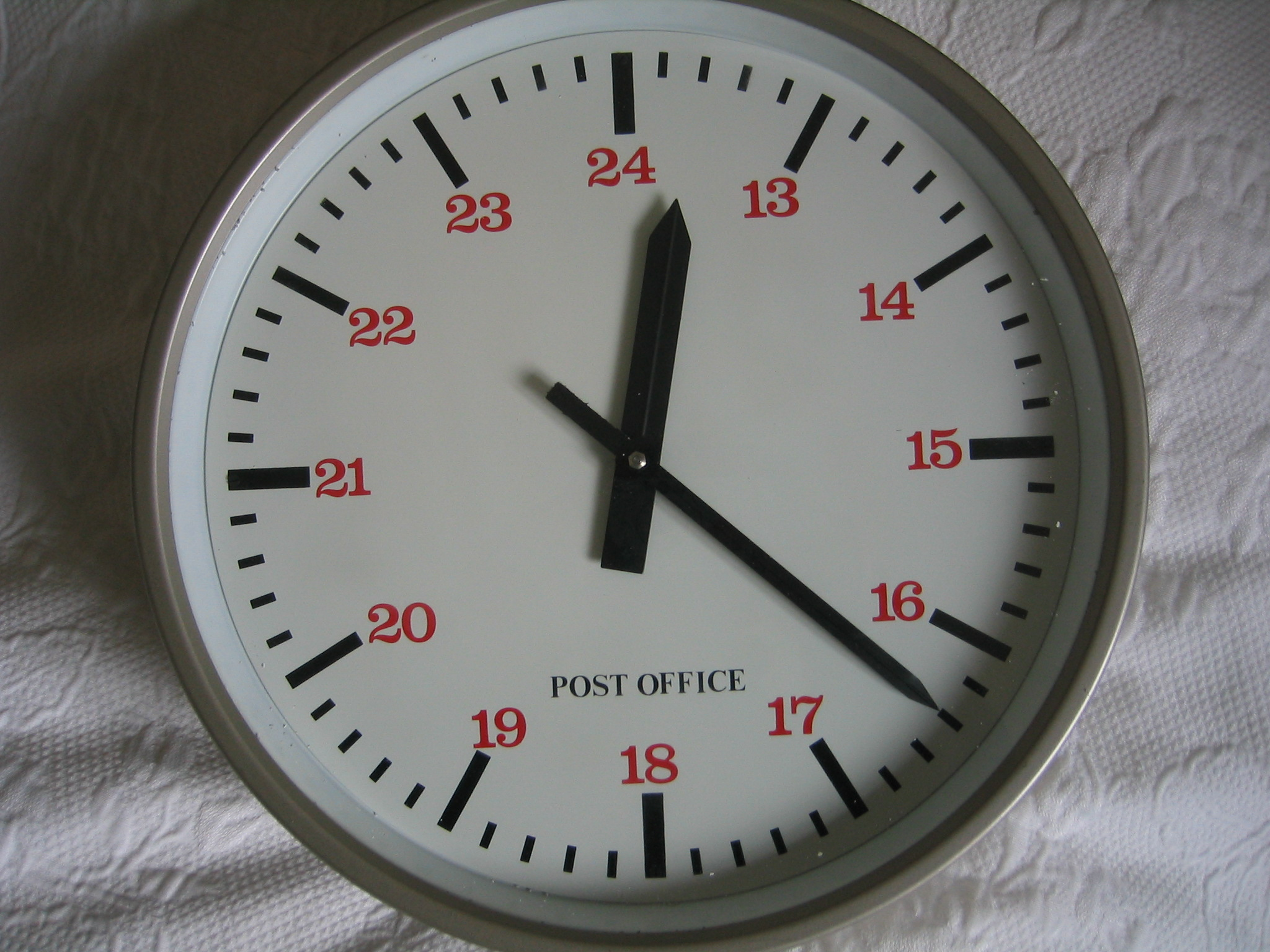
ساعة تابِعة
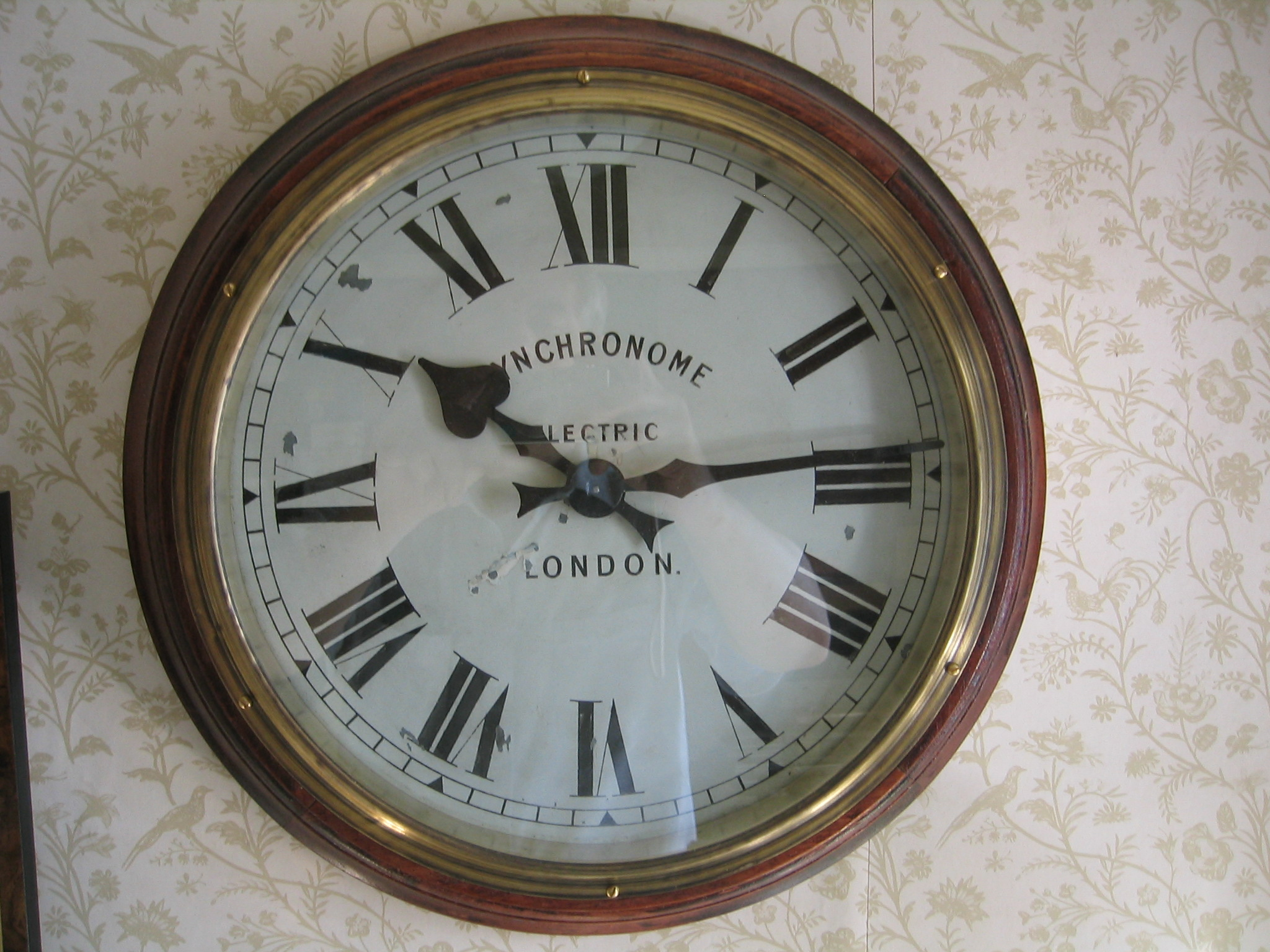
ساعة تابِعة متزامنة
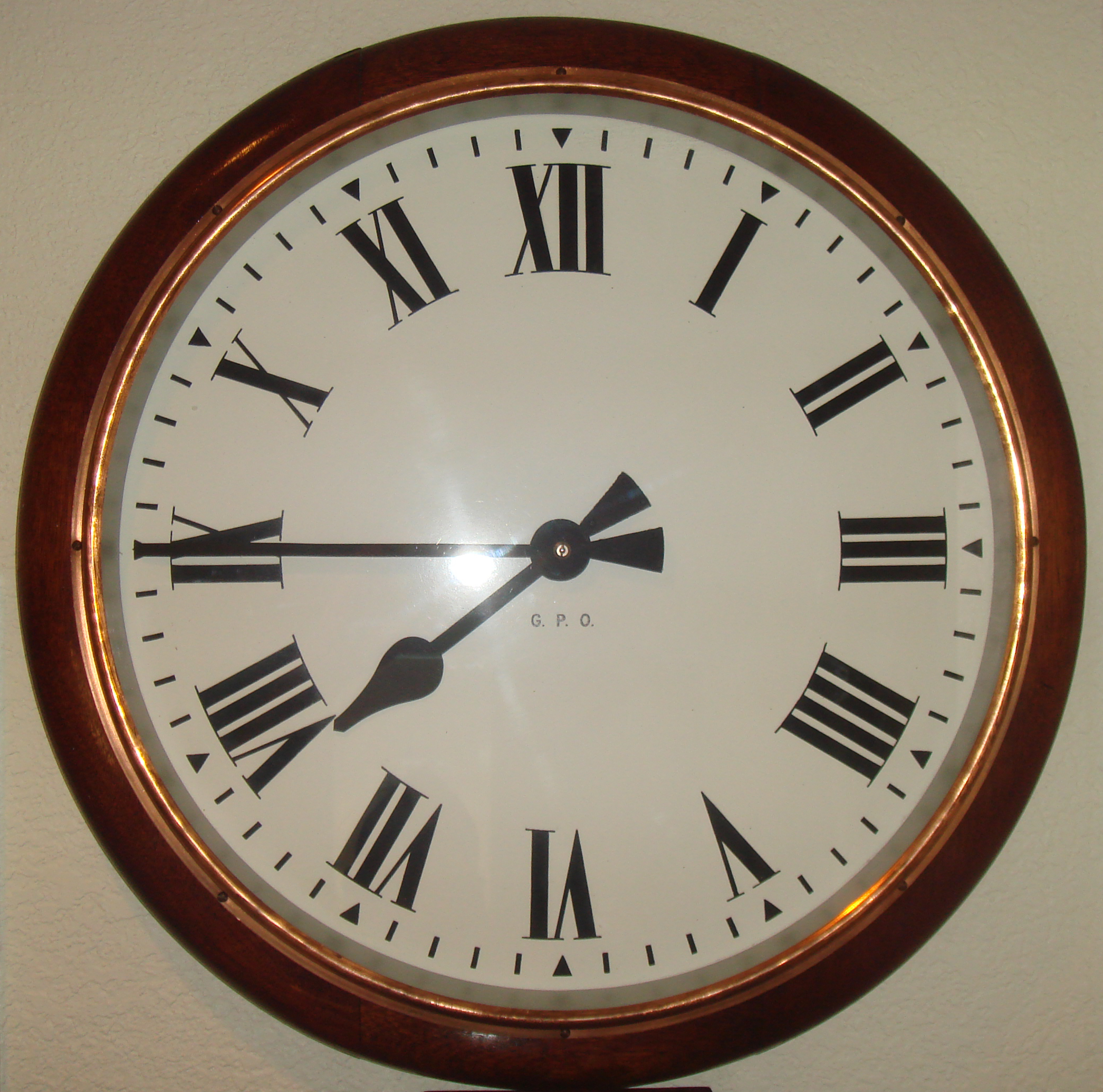
ساعة لمكتب البريد العام من النوع السادس مصنوعة بالتزامن
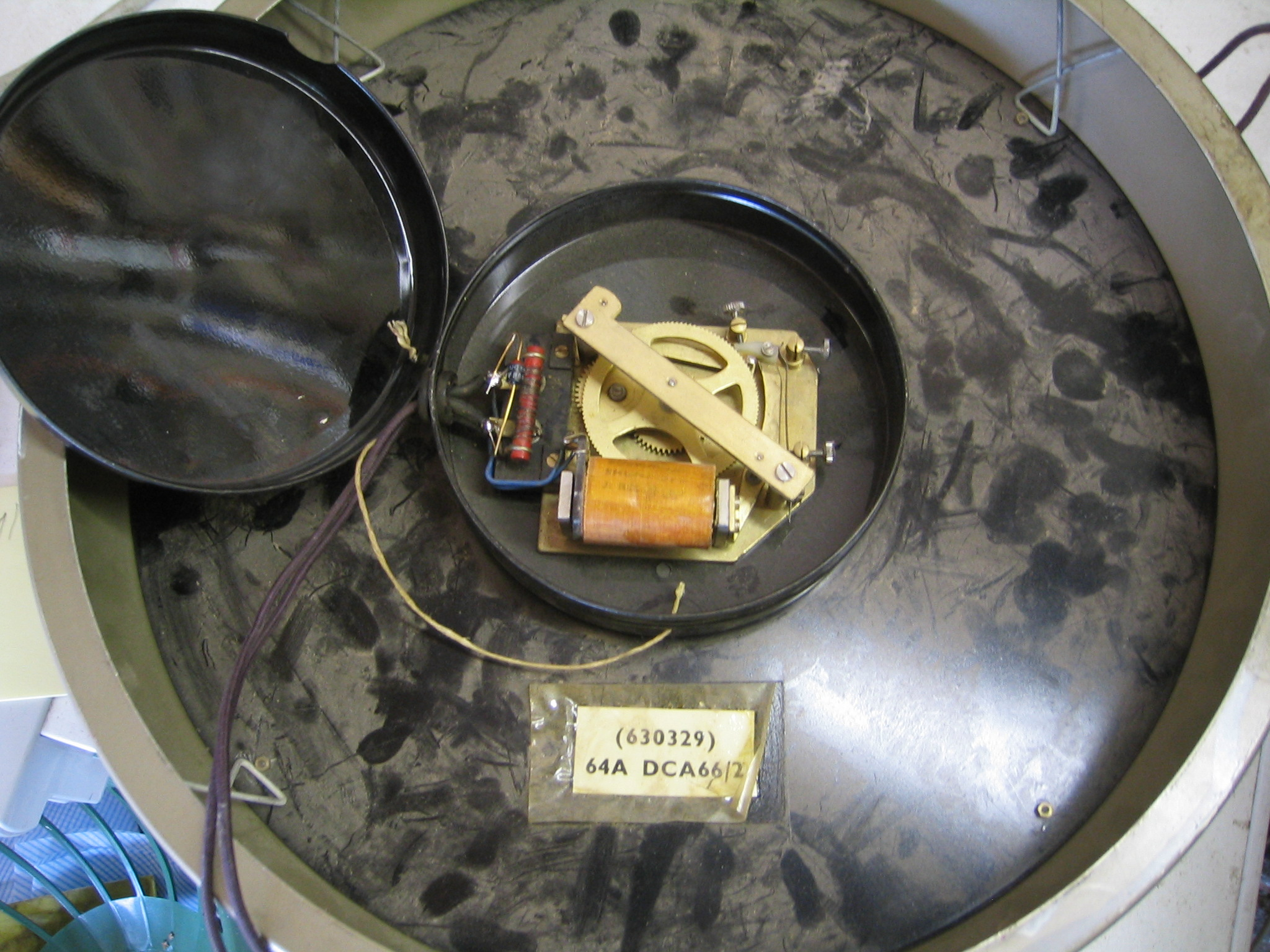
آلية حركة الساعة التابِعة
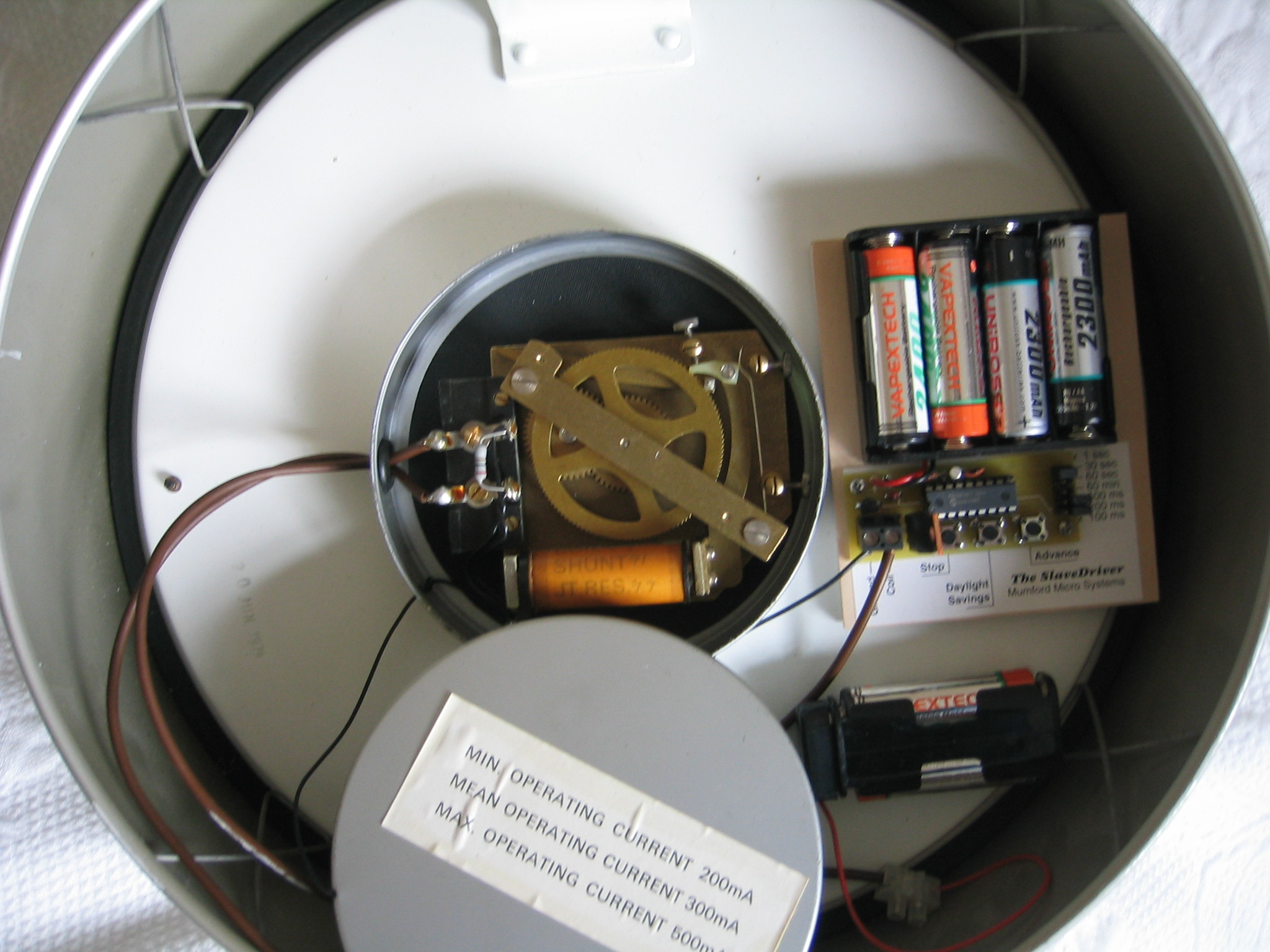
ساعة تابِعة تعمل بوحدة ساعة كوارتز

## روابط خارجية
- Slave Driver Company
- كل ما يتعلق بالساعات الكهربائية الأساس والتابعة
- أنظمة الساعات البريطانية GPO